# George Johnson (attore)
George Johnson (Woodland Hills, 14 febbraio 1898 – Manhattan, 19 febbraio 1961) è stato un doppiatore statunitense, noto per essere stato la voce di Pippo dal 1939 al 1943, sostituendo Pinto Colvig dopo che quest'ultimo lasciò la Disney nel 1938 per lavorare ad altri progetti.

## Filmografia
- Pippo e il grillo pescatore (Goofy and Wilbur) – cortometraggio (1939)
- Pippo e l'aliante (Goofy's Glider) – cortometraggio (1940)
- Problemi di bagaglio (Baggage Buster) – cortometraggio (1941)
- L'arte dell'autodifesa – cortometraggio (1941)
- L'arte di sciare (The Art of Skiing) – cortometraggio (1941)
- Come giocare a baseball – cortometraggio (1942)
- Il campione olimpico (The Olympic Champ) – cortometraggio (1942)
- Pippo al mare (How to Swim) – cortometraggio (1942)
- Pippo e la pesca – cortometraggio (1942)
- El Gaucho Goofy – cortometraggio (1942)
- I mezzi per vincere (Victory Vehicles) – cortometraggio (1943)
- Gli uomini della prateria (Rawhide) – serie TV, episodio 3x9 (1960)